# L’Aigle (метеорит)
Легль (от фр. L’Aigle — город Л’Эгль) — метеориты (хондрит) общим весом более 37 килограмм из метеоритного дождя, выпавшего в 1803 году в окрестностях французского города Л’Эгль.

## Описание
После изучения метеоритного дождя 26 апреля 1803 года в окрестностях города Л’Эгль (160 км от Парижа) Французская академия наук признала возможность падения камней «с неба».
Обстоятельства и место падения метеоритов исследовал французский физик, геодезист и астроном Ж. Б. Био (1774—1862).